# Estación de Fraipont
La estación de Fraipont es una estación de tren belga situada en Trooz, en la provincia de Lieja, región Valona.
Pertenece a la línea  de S-Trein Lieja.

## Situación ferroviaria
La estación se encuentra en la línea 37 (Lieja-Hergenrath).

## Intermodalidad
Actualmente, no hay conexiones con otros medios de transporte.